# Halla Tómasdóttir
Halla Tómasdóttir (Reiquiavique, 11 de outubro de 1968) é a atual presidente da Islândia, assumindo o cargo em 1° de agosto de 2024 como a sétima presidente. Antes disso, ela atuava como empresária e oradora pública. Ela é ex-membro da equipe fundadora da Universidade de Reiquiavique em 1998. Halla também foi cofundadora da Auður Capital, uma empresa islandesa de investimentos. Ela também atuou como executiva-chefe do The B Team, um grupo global sem fins lucrativos de líderes empresariais e da sociedade civil que trabalha para promover práticas empresariais focadas na humanidade e no clima.
Halla já havia anunciado sua candidatura à presidência da Islândia em 17 de março de 2016. Na eleição de 2016, ela recebeu 27,9% dos votos, ficando atrás do vencedor e presidente eleito, Guðni Th. Jóhannesson, que recebeu 39,1%.
Em 1° de junho de 2024, Halla venceu as eleições presidenciais islandesas, derrotando a ex-primeira-ministra Katrín Jakobsdóttir por uma margem de cerca de 10 pontos.
Ela é segunda mulher a ocupar o cargo de presidente do país.